# Поліфілія

Група так званих теплокровних тварин складається з птахів та ссавців, і є поліфілетичною.

Поліфі́лія в філогенетиці (від грец. «з різних племен») означає походження представників таксона або групи таксонів від різних попередникових форм, що відокремлювались від філогенетичного дерева незалежно одна від одної. Іншим чином поліфілетичний таксон можна визначити як такий, що не містить жодного попередника, який є спільним для всіх його членів.
Наприклад, група теплокровних тварин є поліфілетичною, тому що об'єднує ссавців та птахів, але не їхніх спільних попередників, позаяк ті були холоднокровними. Теплокровність еволюціонувала окремо (і різними шляхами) у попередників птахів та ссавців; таким чином, «теплокровні тварини» не є філогенетично цілісним угрупуванням.
Біологічна класифікація намагається групувати види таким чином, щоб кожна група походила від єдиного спільного попередника, а групи, що виявляються поліфілетичними, в рамках сучасної систематики звичайно розформовують або модифікують; ці два напрямки (формування монофілетичних та розформування або модифікація поліфілетичних груп) є рушійною силою абсолютної більшості змін в систематиці та класифікаційних схемах останніх десятиліть. Виявлені поліфілетичні групи, при цьому, можуть перетворюватись на монофілетичні або шляхом розформування (розділення на дві або більше, кожна з яких є монофілетичною), або шляхом розширення із залученням спільного попередника для всіх членів групи.
Серед систематиків існують деякі розбіжності щодо оформлення таксонів в частині того, чи має таксон обов'язково включати всіх нащадків кореневої попередникової форми. Таксони, які відповідають такій умові, є монофілетичними, і, відповідно до кладистичного підходу в біологічній класифікації, її (класифікації) метою є приведення всіх таксонів до саме такого вигляду. Тим не менше, існує багато випадків, коли вважають обґрунтованим виокремлення парафілетичних таксонів — тобто таких, що містять нащадків одного спільного попередника, але не всіх його нащадків.